# Peter Coreth

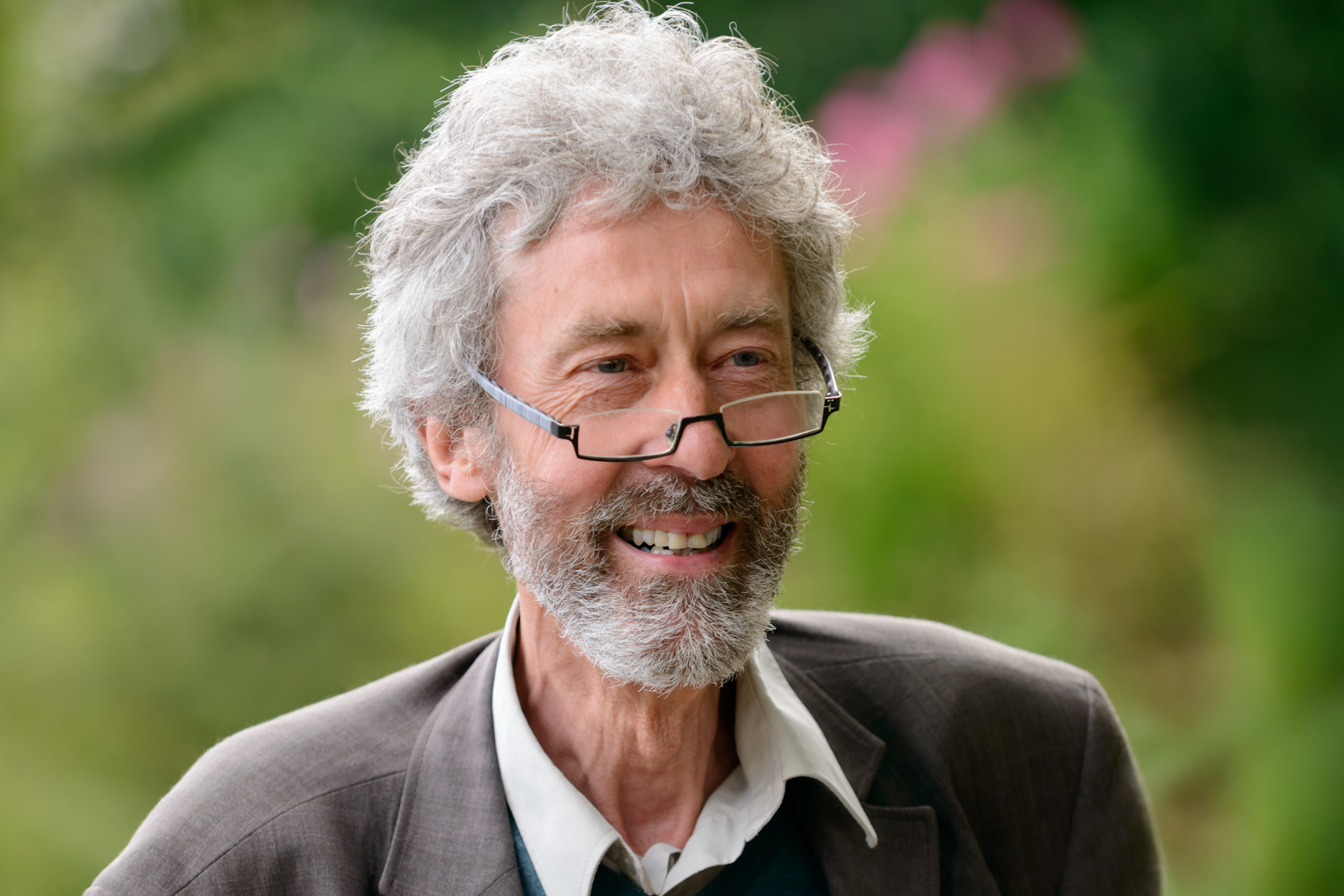
Peter Coreth (2013)

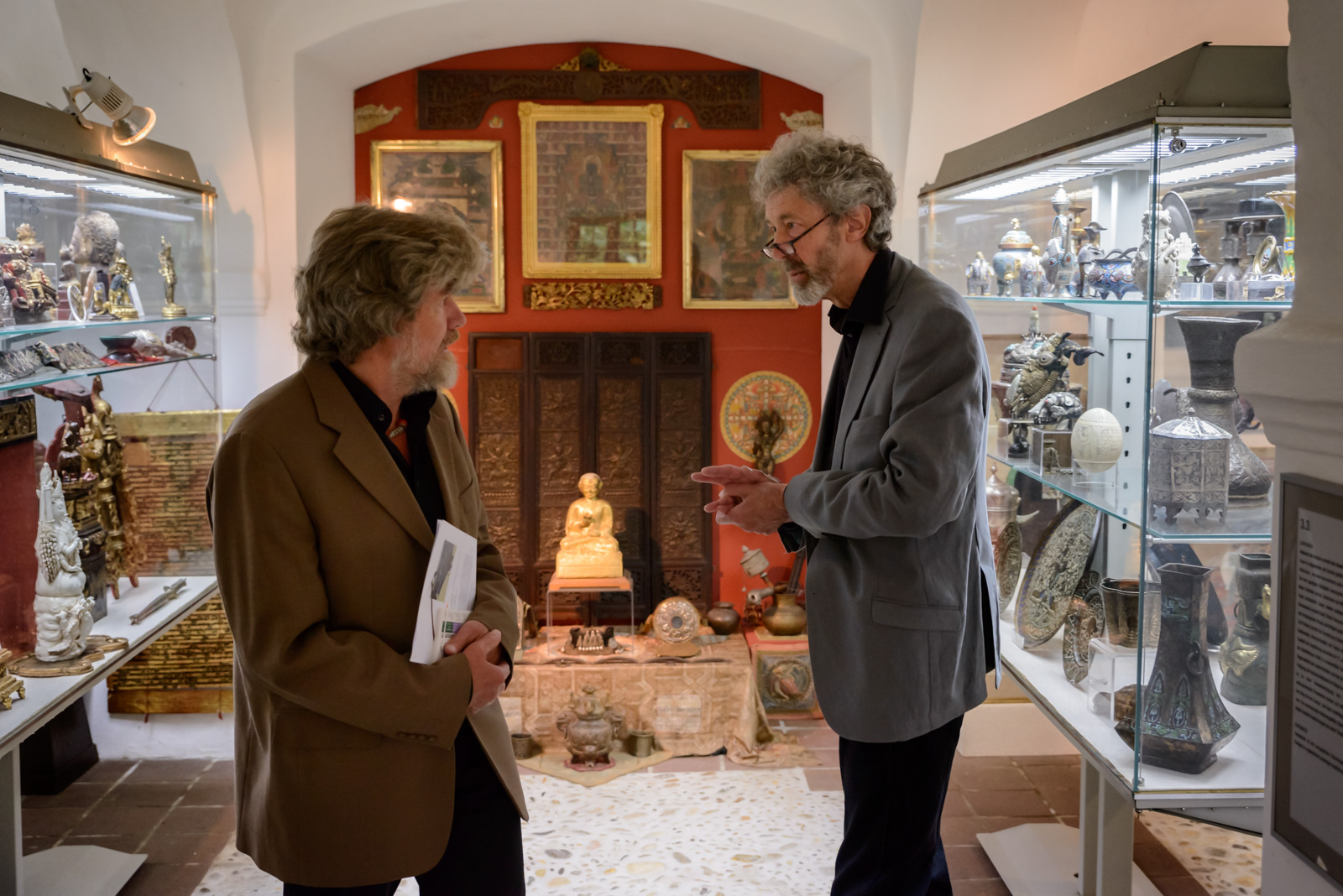
Reinhold Messner und Peter Coreth im Museum Humanum (2014)

Peter Emmerich Coreth (* 9. Mai 1948 in Linz) ist ein österreichischer Journalist, Schriftsteller, Übersetzer, Kunstsammler und Museumsgründer.
Coreth studierte Politikwissenschaften in Salzburg und Nairobi. Von 1971 bis 1975 war er Redakteur der Salzburger Nachrichten. In dieser Zeit erschien sein Roman Arbeitshaft sowie literarische Arbeiten, für die er 1972 mit dem Georg-Trakl-Förderungspreis für Lyrik ausgezeichnet wurde.
In den folgenden Jahren begann er, künstlerische Arbeiten verschiedenster Zeiten und Kulturen zu sammeln, die irgendwann eine museale Präsentation finden sollten. Nach dem Fall des „Eisernen Vorhangs“ kaufte Coreth 1992 einen alten Gutshof, der in Fratres im nördlichen Waldviertel, in unmittelbarer Nähe der Grenze zu Tschechien liegt. Dort gründete er 1995 die Kulturbrücke Fratres, eine auf österreichisch-tschechische Verständigung abzielende Kulturinitiative. Seit 1996 fanden dort und dem auf der tschechischen Seite liegenden Städtchen Slavonice die „Internationale Carl-Orff-Woche der Begegnung“ statt.
Der „Verein Kulturbrücke“ ist auch Träger des Museum Humanum, das in dem aufwändig restaurierten Gutshof die Kunstsammlung Peter Coreths in einer Synopsis der Zeiten, Kulturen und Mythologien darzustellen bestrebt ist.

## Würdigungen
- 1972 Georg-Trakl-Förderungspreis für Lyrik
- 2004 Comenius-Medaille des Prager Comenius-Museums[1]
- 2004 Würdigungspreis für „Grenzüberschreitende Kulturarbeit“ der Republik Österreich für Kulturbrücke Fratres[2]
- 2007 Anerkennungspreis des Niederösterreichischen Wissenschafts- und Erwachsenenbildungspreises in der Sparte Erwachsenenbildung[3]
- 2009 Anerkennungspreis des Österreichischen Museumpreises für Museum Humanum
- 2010 1. Preis im Wettbewerb „Grenzen fließen“ der Johanna-von-Pfirt-Gesellschaft, Sankt Blasien[4]
- 2020 Niederösterreichischer Kulturpreis

## Schriften
- Günter Eich. Text + Kritik Heft 5. Edition Text + Kritik, München 1974.
- Arbeitshaft. Roman. Winter, Salzburg 1975.
- Weltbilder im Spiegel der Kunst – die Sammlung Peter Coreth. Museum Humanum, Waldkirchen a.d. Thaya 2009, ISBN 978-3-200-01434-3.

Herausgeber:
- Botho Coreth: Vom Aufwachsen im Spätherbst. Eine Jugend im alten Österreich. Aus dem biogr. Nachlass hrsg. von Peter Coreth. Styria, Graz u. a. 1994, ISBN 3-222-12290-3.